# Élections municipales togolaises de 2019
Les élections municipales togolaises ont lieu le 30 juin 2019 au Togo. Le scrutin a lieu après plus de 27 ans de reports consécutifs, la précédente date évoquée le fixant au 16 décembre 2018. Un référendum constitutionnel, lui aussi reporté puis annulé, était alors prévu le même jour. 
Les précédentes élections municipales remontent à 1987, soit 32 ans auparavant.

## Mise en œuvre
Un total de 1 527 sièges de conseillers municipaux sont à pourvoir dans 117 communes au scrutin proportionnel plurinominal selon la méthode du plus fort reste afin de remplacer les « délégations spéciales » nommées par le président de la République. Le scrutin voit la population s'impliquer fortement dans la campagne, pour laquelle 565 listes différentes s'affrontent. Contrairement aux législatives de décembre 2018, l'opposition appelle la population à s'inscrire sur les listes électorales lors des journées du 16 au 18 mai, afin de se mobiliser lors des élections, abandonnant la stratégie du boycott. Les municipales sont un enjeu important pour la classe politique, les élus locaux étant amenés à élire les deux tiers du futur Sénat. Le taux de participation s'avère cependant très faible.